# Gay
Gay ist ein aus dem Englischen übernommenes Fremdwort für homosexuell. Es wird als Adjektiv im allgemeinen Sprachgebrauch des deutschsprachigen Raumes häufig synonym mit schwul verwendet, weil es mehrheitlich als weniger direkt und dennoch nicht so klinisch bzw. wissenschaftlich wie „homosexuell“ empfunden wird. Die Bedeutung von „gay“ erstreckt sich manchmal, aber nicht immer, auch auf lesbisch. Beispielsweise ist die englische Bezeichnung „gay women“ korrekt, und Begriffe wie „Gay Pride“ und „gay people“ beziehen sich nicht nur auf Schwule, sondern auch auf Lesben.

## Wortgeschichte
Im Englischen bedeutet das aus dem Anglonormannischen stammende Wort gay ursprünglich und noch bis ins 20. Jahrhundert „fröhlich, vergnügt“. Von hier ausgehend, wurde es ab dem 17. Jahrhundert auch auf die Freuden der gesellschaftlichen Zerstreuungen bezogen („lebenslustig, gesellschaftlicher Zerstreuung zugetan“) und in diesem Zusammenhang zunehmend mit einer als unmoralisch betrachteten Lebensführung assoziiert („liederlich, ausschweifend, promisk“). Weitere ältere Bedeutungen waren „brillant (von Menschen und Farben)“, „charmant“ und, als Adverb, „sehr“. Während des ganzen 19. Jahrhunderts bedeutete es, spezifisch auf Frauen bezogen, überdies „von Prostitution lebend“. Die moderne Bedeutung „homosexuell“ dürfte das Wort im 19. Jahrhundert entwickelt haben. In älteren schriftlichen Belegen lässt sich diese freilich nicht immer klar herauslesen. Gertrude Steins Gedicht Miss Furr and Miss Skeene (um 1910), eine Parodie über das Paar Maud Hunt Squire und Ethel Mars, gilt als erstes literarisches Werk, in dem das Wort gay zur Beschreibung gleichgeschlechtlicher Beziehungen verwendet wurde. Die erste eindeutige Bezeugung für „schwul“ laut dem Oxford English Dictionary stammt erst von 1935. Die heute an erster Stelle stehende Verwendung des Wortes im Sinne von „homosexuell“ geht zunächst von der seit dem 19. Jahrhundert bezeugten Bedeutung „ein unmoralisches Leben führen, von der Prostitution lebend“ aus, wird im heutigen Sprachgefühl aber an die ursprüngliche Wortbedeutung „fröhlich, vergnügt“ angeknüpft.
Heute hat gay als Begriff für „schwul“ eine relativ wertfreie Konnotation und wird inzwischen in vielen Sprachen umgangssprachlich verwendet. Es ist eng mit der Schwulenbewegung nach Stonewall verbunden. Indem das Wort durch diese zur Selbstbezeichnung wurde, verlor es seine zuvor ambivalente Bedeutung. Eine ähnliche Umdeutung haben das englische queer und deutsche schwul erfahren.

## Verwendung als Schlüsselbegriff
Die Bezeichnung „gay“ hat sich im internationalen Zusammenhang zu einem Schlüsselbegriff entwickelt:
- LGBT steht für „Lesbian, Gay, Bisexual and Transgender“ (Lesben, Schwule, Bisexuelle und Transgeschlechtliche) und ist mittlerweile eine vor allem im angelsächsischen Raum häufig verwendete Abkürzung.
- Die International Lesbian, Gay, Bisexual, Trans and Intersex Association (ILGA) ist der weltweite Dachverband der Lesben, Schwulen- und Transorganisationen.
- Die Gay Liberation Front (GLF) war eine politische Lesben- und Schwulengruppe, die sich als Reaktion auf den Stonewall-Aufstand im Juni 1969 gründete.
- Die Gay Games sind ein alle vier Jahre stattfindender Sport-Event der speziell aber nicht ausschließlich für Homosexuelle veranstaltet wird, in Anlehnung an die Olympischen Spiele.
- Die Gay Affirmative Psychotherapy ist eine Richtung der Psychotherapie, die die homosexuelle Orientierung und Entwicklung ihrer Klienten unterstützt und fördert.
- Das Romeo ist nach eigenen Angaben mit zwei Millionen Mitgliedern weltweit registrierten Benutzern[3] das größte (ursprünglich nur deutschsprachige) Chat- und Kontaktportal für schwule, bisexuelle und transsexuelle Männer im Internet.
- Das Gay-web ist ein ehrenamtliches schwules Webportal in Deutschland, das aus dem Selbsthilfegedanken hervorging.
- Gay agenda („Homosexuelles Kampfprogramm“) ist eine politische Phrase, die von Gegnern der Gleichberechtigung Homosexueller benutzt wird.

## Sonstiges
US-Präsident Barack Obama sprach als erster US-Präsident das Wort gay in einer Antrittsrede aus (Antrittsrede zu seiner zweiten Amtszeit, 21. Januar 2013):

„It is now our generation’s task to carry on what those pioneers began. For our journey is not complete until our wives, our mothers, and daughters can earn a living equal to their efforts. Our journey is not complete until our gay brothers and sisters are treated like anyone else under the law — for if we are truly created equal, then surely the love we commit to one another must be equal as well. Our journey is not complete until no citizen is forced to wait for hours to exercise the right to vote. Our journey is not complete until we find a better way to welcome the striving, hopeful immigrants who still see America as a land of opportunity; until bright young students and engineers are enlisted in our workforce rather than expelled from our country. Our journey is not complete until all our children, from the streets of Detroit to the hills of Appalachia to the quiet lanes of Newtown, know that they are cared for, and cherished, and always safe from harm.“